# Aafrah
Aafrah är ett berg i Libanon.   Det ligger i guvernementet Mohafazat Baalbek-Hermel, i den östra delen av landet, 70 kilometer öster om huvudstaden Beirut. Toppen på Aafrah är 1 645 meter över havet, eller 17 meter över den omgivande terrängen. Bredden vid basen är 0,12 km.
Terrängen runt Aafrah är bergig. Närmaste större samhälle är Baalbek, 7,6 kilometer norr om Aafrah.
Omgivningarna runt Aafrah är i huvudsak ett öppet busklandskap. Runt Aafrah är det ganska tätbefolkat, med 78 invånare per kvadratkilometer.